# ロイヤルウイング
ロイヤルウイングは、神奈川県横浜港の大さん橋を拠点として営業していたレストラン船。旧船名は「くれない丸」で、元は関西汽船の阪神・別府航路を代表するクルーズ客船であった。
2023年5月14日の営業を最後に引退した。くれない丸時代から終航まで（途中に約7年間の係船期間を挟みながら）63年間という長期にわたって営業に供された。引退直前時点では、日本国内で現役最古のレストラン船だった。
また、株式会社ロイヤルウイングは、神奈川県横浜市中区に本社を置き、同船を運航してきた企業であり、後継船の建造を予定している。

## 船歴

### 建造まで
第二次世界大戦後の復興と高度経済成長により阪神・別府航路の乗客数は年々増え、関西汽船は小型軽量で大馬力な過給器付きディーゼル機関の発達を契機に、1956年より新造船計画に着手し、1958年に建造計画を発表した。従来の1000トン級客船「あけぼの丸」「あかね丸」の3倍となる3000総トン級の船体に豪華設備と速度向上を図ったものとした。
従来の阪神・別府航路は所要時間が17時間で瀬戸内海を夜間航行する形だったが、本船では瀬戸内海の観光価値を考え多島美を楽しみながら日暮れに別府に到着できるダイヤを見込んだ。航海速力は国鉄の急行列車「高千穂」とほぼ対抗可能な14時間20分の所要時間で運航可能な18ノット以上、船体は別府港の施設に対応した垂線間長80m・全長86.7m以下が求められた。
10億円の建造費は荒金啓治別府市長が中心となり日本開発銀行などに要望書を提出し、兵庫県庁や神戸市役所も陳情に加わり、国際的な観光船という点も強調され財政融資が与えられた。
新三菱重工業神戸造船所にて1959年7月に進水、1960年に竣工した。1912年に就航したドイツ製の初代「紅丸」、さらに1928年就航の二代目「くれなゐ丸」の名を受け継ぐ命名となった。
「くれない丸」の名称に逆らってイメージカラーはライトグリーンで、船体下部とファンネル（煙突）は同色に塗装されていた。1960年3月に大阪港 - 神戸港 - 松山港 - 別府港を結ぶ阪神・別府航路（瀬戸内航路）の昼便（時刻表では「観光船」に分類され、運賃に特別料金が発生した）に就航し、9月には同型船「むらさき丸」も就航して観光便は1日1往復体制となった。本船の就航した1960年の阪神・別府航路の乗客数は前年から30万人増の約132万5000人を記録した。
のちに僚船として1963年に「すみれ丸」「こはく丸」、1968年には「あいぼり丸」「こばると丸」が就航し、3000トン級客船は最大で6隻体制を誇った。この時期、「くれない丸」他5隻が就航していた阪神・別府航路（瀬戸内航路）は、阪神と九州を結ぶ観光路線として多くの新婚旅行客を別府温泉などへと運んだ。
メインは2人部屋の一等客室であり、客船としては小型ではあるものの豪華で俊足を誇る優秀なクルーズ客船であった。1961年には当時実験途上であった造波抵抗の低減を図るとされるバルバス・バウ（球状船首）の控えめなプロトタイプが装備され、「むらさき丸」との併走実験も行い、バルバスバウの商業船舶における効果を実証した。大阪港 - 別府港の航海時間は、急行列車にも引けを取らない概ね14時間あまりであった。
船内施設は映画上映やダンスパーティに使用可能な大娯楽室、最上甲板に瀬戸内海の風景を楽しめる展望室、冷暖房の完備、1等室に絨毯敷き廊下といった豪華さで、「瀬戸内海の女王」と呼ばれた。

### 就航後
1960年5月、当時高い人気があった島津貴子（昭和天皇第5皇女）と島津久永夫妻が新婚旅行で利用し、その様子が大々的に報じられた。1964年6月には、河野一郎建設大臣（当時）と瀬戸内沿岸の知事および市長らによる「瀬戸内総合開発懇談会」が船上で開催されている。
しかし、長距離フェリーが増加したことに加え、1975年3月の山陽新幹線の岡山駅 - 博多駅間の開業により、阪神・別府航路の利用客は1979年にはピーク時の半分程度となり、「くれない丸」「むらさき丸」の乗船率も25%前後に下落した。また1975年12月の時刻変更で、両船の運行時間が景色を楽しめない夜行便に変更されたことも人気の下落要因として挙げられた。
こうした情勢を受けて1980年に阪神・別府航路はフェリー化されることになり、本船は7000トン級のカーフェリー「フェリーに志き丸」「フェリーこがね丸」に航路を譲り退役し、同航路は産業的輸送路線の色彩を強めた。それらの後続船は搭載されるトラックのドライバー用船室のほか二等客室なども重視される設計となり、阪神・別府航路の格式は変化を余儀なくされた。
くれない丸は阪神・別府航路からの退役後は1981年まで予備船として用いられ、その後佐世保重工業に売却される。しばらく係船されたのち、1988年にスエヒログループ総帥の吉本日出夫が率いる日本シーラインによってレストランシップに改装され、1989年より横浜港大桟橋を母港としてレストラン船営業を開始した。
1994年からは太平洋フェリー傘下の「横浜ベイクルーズ」が運航し、2000年12月には吉本興業が本船を買収して傘下の新会社「ロイヤルウイング」に営業を譲渡、2006年にはモックが子会社化し、2008年5月からはサンリオの子会社になったのを経て、その後は藤木企業の子会社となった。建造から60年を迎えた2019年時点で、現役で稼働する日本の客船としては最古となり、長い就航期間は世界的にも希少な例となっていた。
新型コロナ禍前は年間14万人程度が利用していたが、感染拡大に伴い外食やレジャーは低迷し、利用が一組の日もあった。2023年2月、新型コロナ禍における諸般の事情を理由に同年5月をもって運航を終了することが発表された。客足は戻りつつあるものの、今後は部品調達が難しくなることから引退が決まったという。
同年4月30日に定期運航を終了し、5月14日の特別運航「ファイナルクルーズ」をもって運航を終了した。この特別運航時には、横浜港に係留保存されている日本丸 (初代)や氷川丸から、惜別の汽笛が鳴らされた。6月27日に横浜港を出港し、瀬戸内海、壱岐を経由し、韓国の木浦に曳航され、おそらく海外でそのまま解体されるものと見られている。
運行会社からは、代替船の新造を計画していることも発表されている、その後2025年4月1日に藤木企業と東京汽船系のポートサービスの合弁による新会社「Y Cruise」に商標権など事業の一切を譲渡した。

## 船内

### くれない丸
主に日本の工芸美術を取り入れた装飾とした。
Aデッキ（上部遊歩甲板）
- バー
- 娯楽室
- ロビー - 瀬戸内海の風景をイメージしたつづれ織パネルを取り付けた[23]。
- ラウンジ - 「源氏物語」をテーマとした[23]。
- 1等客室（16人）
- 特別室「東天」「紅」（2名×2室 4人）[23]

Bデッキ（遊歩甲板）
- ダイニングサルーン - 「日本的」をテーマに近代的様式を取り入れた[23]。
- 喫煙室
- 特別2等室（136人）

Cデッキ（上甲板）
- 理髪室
- 食堂
- 2等客室（80人）

Dデッキ（第2甲板）
- 3等客室（595人）

### ロイヤルウイング
Aデッキ（船橋甲板）
- 特別室「カサブランカ」（専用バルコニー付き）
- サンデッキ

Bデッキ（上部遊歩甲板）
- 大型室「フリージア」
- 中型室「ラベンダー」
- ビュッフェ・売店
- 後部デッキ

Cデッキ
- 大型レストラン「ローズ」
- 個室「コスモス」（最大3室）
- 小型室「マーガレット」
- メインギャレー

Dデッキ（上甲板）
- エントランスホール
- スイーツ用ギャレー

Eデッキ（第2甲板）
- パーティールーム「カトレア」

## ロイヤルウイングとしてのサービス
- ランチ・ディナークルーズ：2400円
- ティークルーズ：2000円

食事をする場合は、食事代が別途必要だった。食事をしない場合はサンデッキの利用となった。バイキングを中心に、飲茶等が用意されていた。中国飯店協会より最高料理人の認定を受けた蘇敬梨が総料理長を務めた。
基本的に、毎日「ランチクルーズ」「ティークルーズ」「ディナークルーズ（2回）」があった。また、結婚式などの各種貸切プランも用意されていた。

## その他
「くれない丸」は、「瀬戸内海の女王」とも呼ばれる日本を代表する内航クルーズ客船であったことから、交通博物館の船の歴史コーナーに2代目「紅丸」とともに長らく模型が展示されていた。
関東地区で運航されているクルーズ客船の中では船体が大きい事と、古い時代の姿を残している船として多くのテレビや映画でのロケーション撮影に用いられている。2001年にはテレビドラマ『金田一少年の事件簿』で外観及び船内が撮影で使用された。
また、ガレージキットメーカーのFORESIGHTから、キットが発売されたことがある。

## ギャラリー

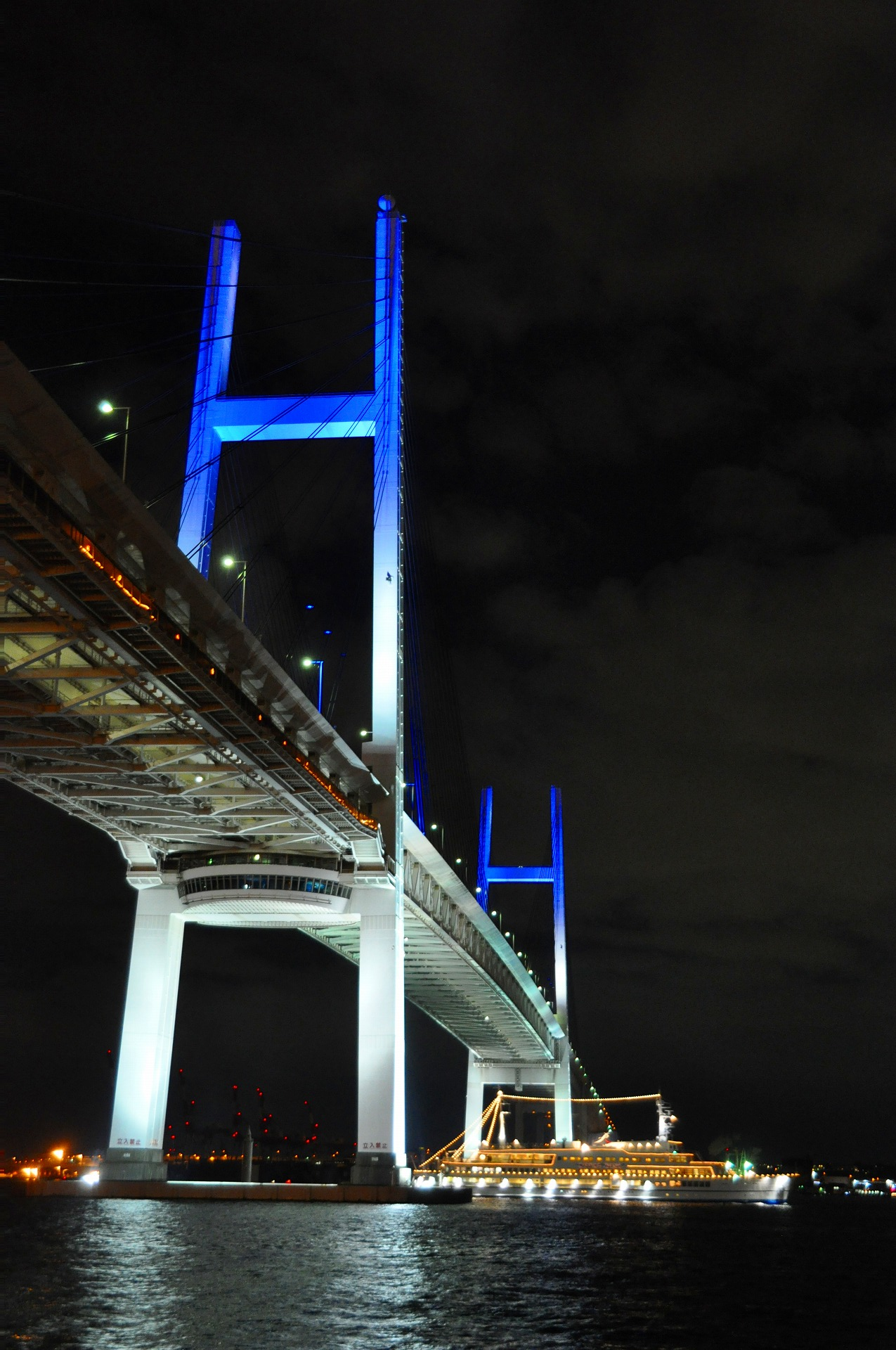
横浜ベイブリッジ下を通過
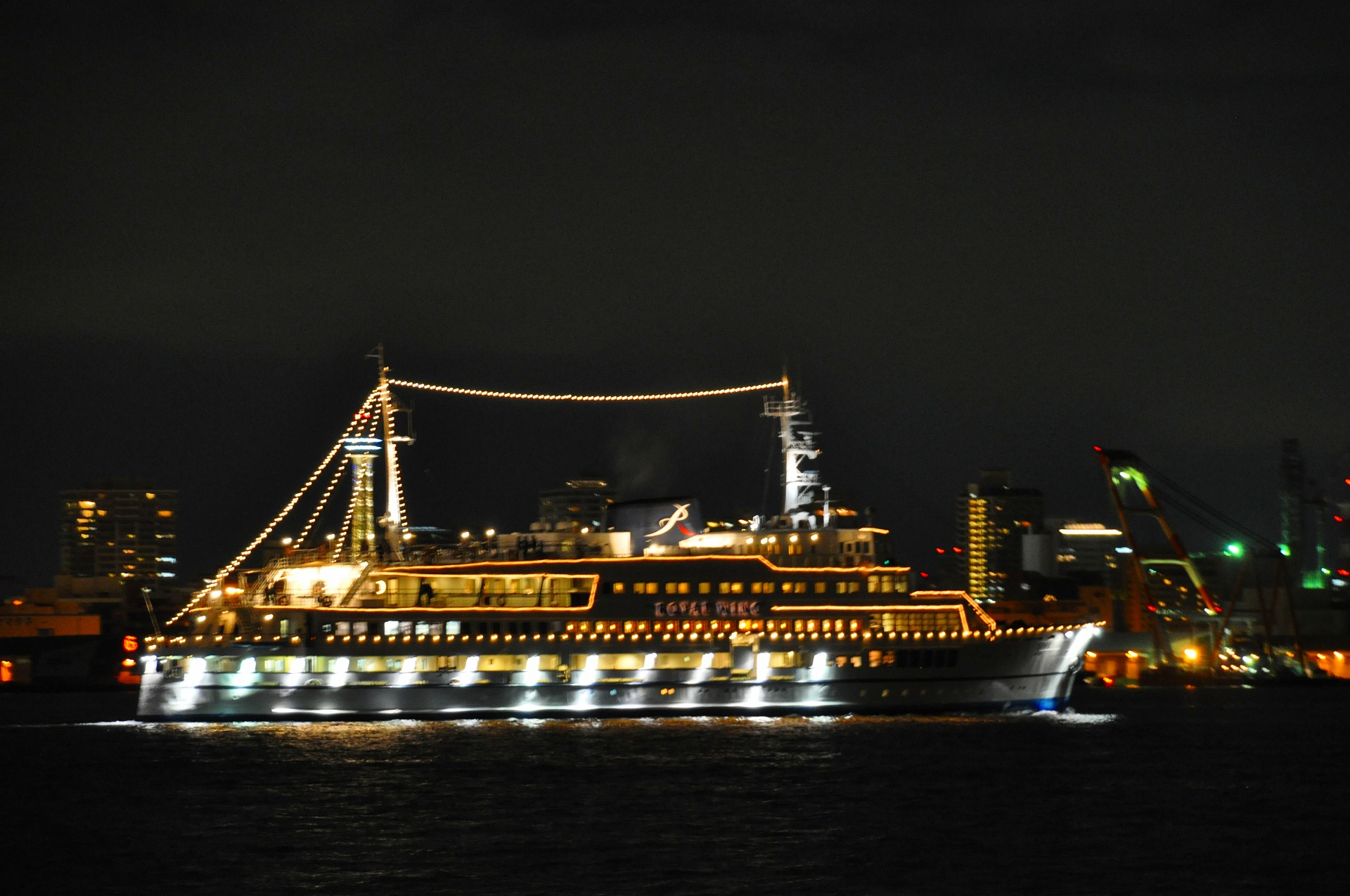
夜の運航
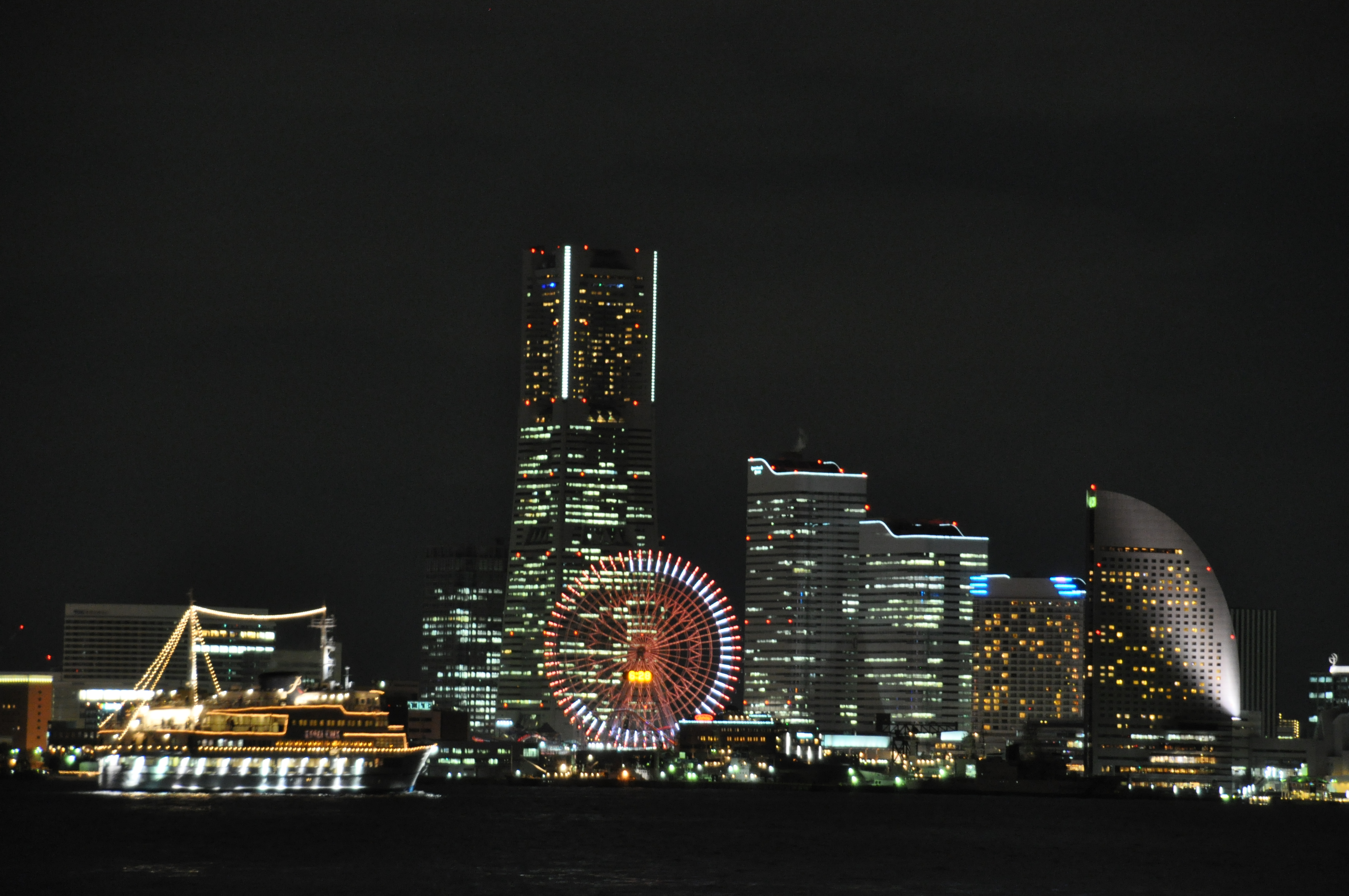
みなとみらいとロイヤルウイング
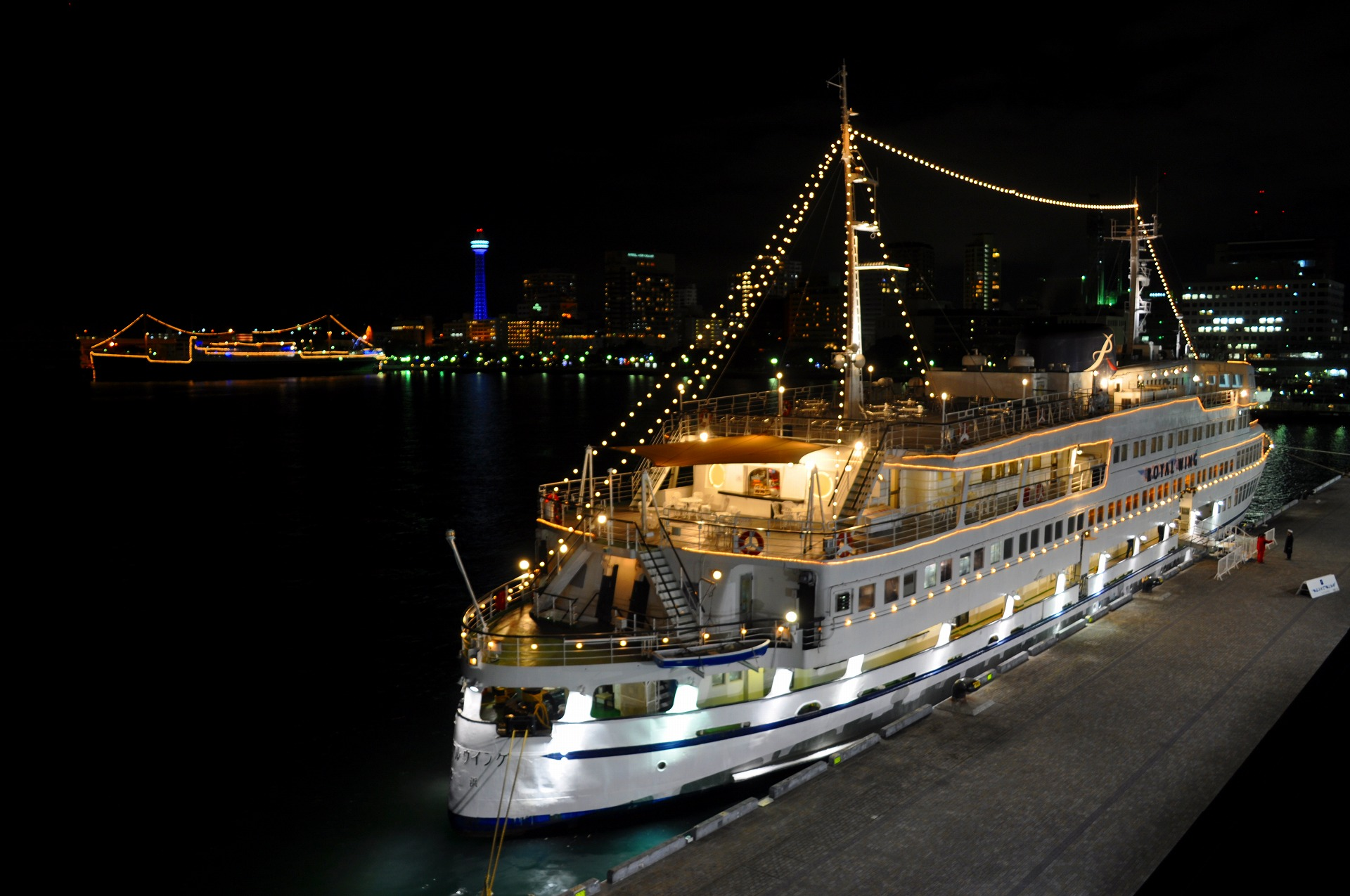
係留中のロイヤルウイング